# شيخ صالح قندي (مقاطعة دهلران)
شيخ صالح قندي (بالفارسية: شیخ صالح قندی) هي قرية تقع في قسم ابوغوير الريفي (مقاطعة دهلران) في إيران. يقدر عدد سكانها بـ 0 نسمة بحسب إحصاء 2016.